# Torre Greenknowe

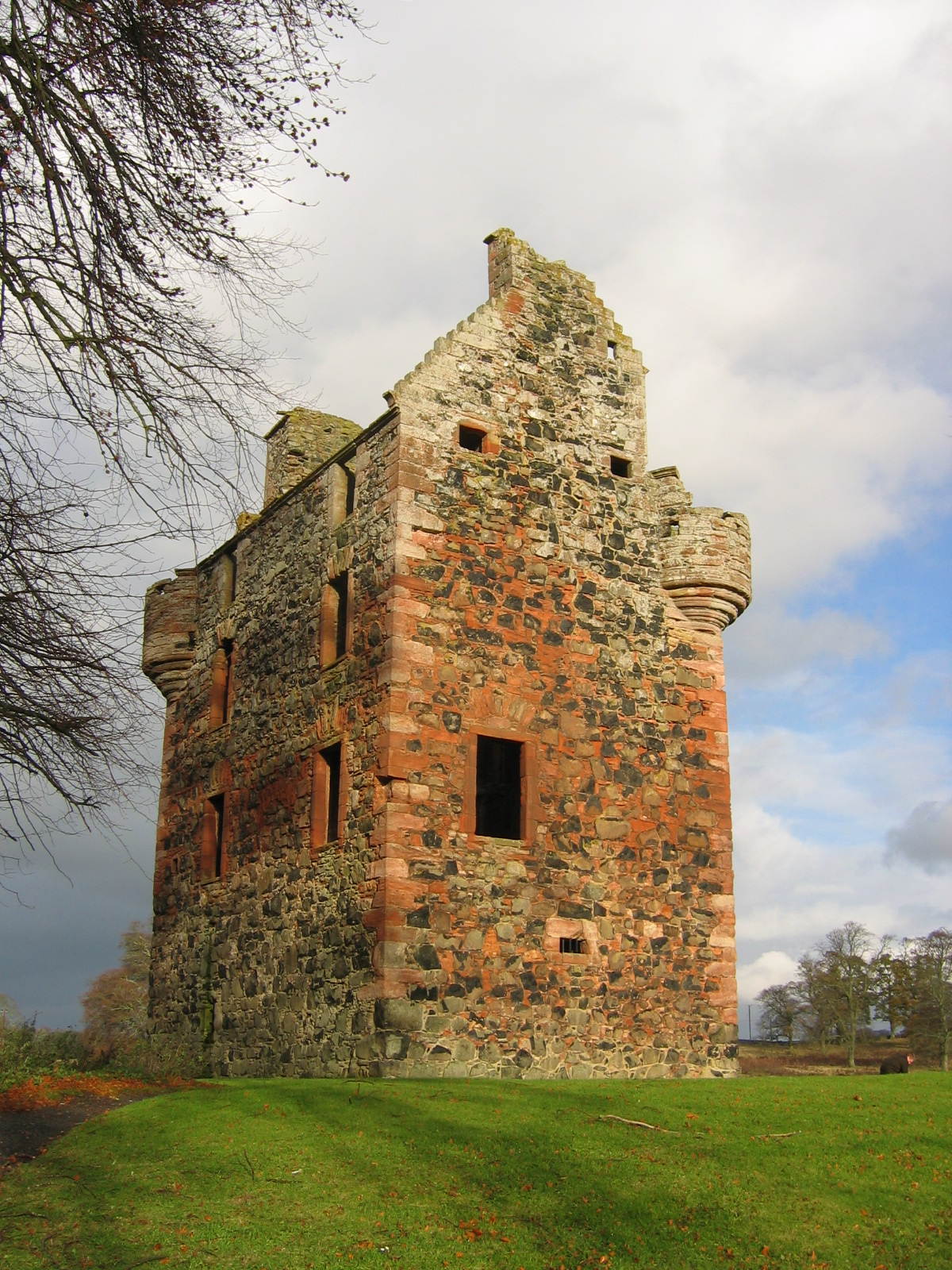
Torre Greenknowe, Escócia.

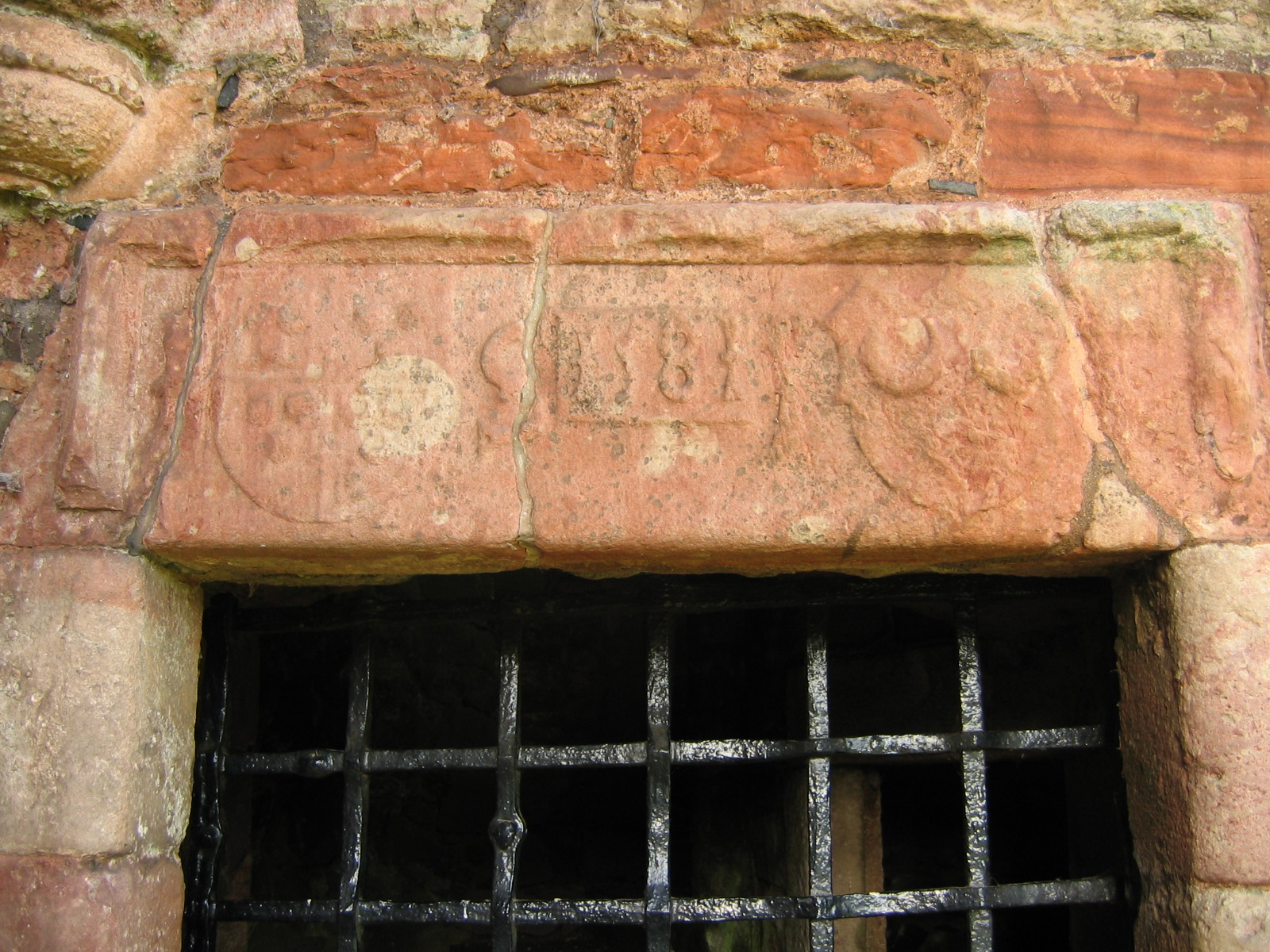
Lintel com inscrições: 'IS' para James Seton, 'IE' para Janet Edmonstone, sua mulher e o brasão de armas.

A Torre Greenknowe (em inglês:  Greenknowe Tower) é uma torre do século XVI atualmente em ruínas localizada em Gordon, Scottish Borders, Escócia.

## História
A torre foi construída por Sir James Seton em 1581. A data, as iniciais de Seton e pedra de armas, estão juntas com as de sua esposa Jane Edmonstone, num lintel na porta de entrada.
Esteve habitada até ao início do século XIX e atualmente apesar de estar em ruínas, está bem preservada.
Encontra-se classificada na categoria "A" do "listed building" desde 9 de junho de 1971.